# Armée de l'air de Vichy

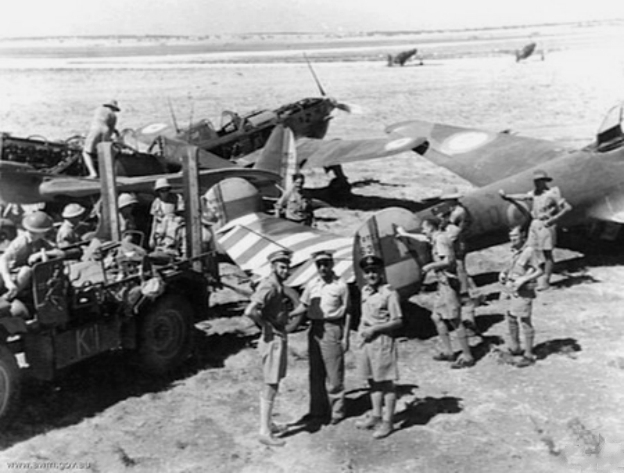
Troupes australiennes devant des chasseurs Morane-Saulnier MS.406 et des bombardiers Potez 630 vichystes capturés en Syrie en juillet 1941.

L’Armée de l'air de Vichy ou Armée de l'Air de l'armistice, était la composante aérienne militaire du régime de Vichy à compter du 11 juillet 1940 jusqu'au 28 novembre 1942 (date officielle de la dissolution de l'armée d'armistice).
Les aéronefs vichystes disposaient de leurs propres couleurs sur ordre de Hermann Göring (commandant en chef de la Luftwaffe), afin de les différencier des avions allemands. Aux termes des conventions d'armistice, les appareils laissés à l'Armée de l'Air de l'armistice devaient en effet porter des marques distinctives, en particulier des bandes rouges et jaunes sur l'empennage et les capots moteur, ainsi qu'une bande oblique tricolore sous les ailes. Si cette consigne fut suivie en métropole, son application fut moins systématique dans les colonies.

## Historique de la force aérienne

### Après la défaite
Le nombre d'officiers d'active après la défaite de mai 1940 passe d'environ 4 000 à 2 616 en janvier 1941, auxquels il faut rajouter environ 800 officiers en congé dans l'Armée de Vichy. Ils sont officiellement démobilisés le 27 novembre 1942, mais l'Armée de l'air parvient à conserver 90 % des 1 733 officiers (dont 553 dans des services passés sous juridiction civile).
Selon les clauses de l’armistice de 1940, l’Armée de l’air est désarmée, et son matériel remis aux autorités allemandes. Des négociations permirent au gouvernement vichyste de conserver quelques forces aériennes en métropole, également pour défendre ses colonies, la Syrie et le Liban sous « mandat français ». Le 16 juin 1940, un jour avant la diffusion du discours du Maréchal Pétain appelant à cesser les hostilités de la bataille de France, le général d'armée aérienne Joseph Vuillemin avait ordonne aux unités aériennes de rejoindre l'Afrique du Nord ; 39 groupes aériens, soit 40 % des groupes de chasse, les deux tiers des unités de bombardement et près de 70 % de celles de reconnaissance quittent la métropole pour l'Afrique du Nord et rejoignent les huit groupes déjà sur place.
Les GC I/2, GC II/2, GC I/6 et GC II/6 étant dissous le 20 août 1940, l’Armée de l’Air d’Armistice ne conserva en métropole que 6 groupes de chasse monoplace sur Bloch MB.150 à MB.157 car l’autonomie des Bloch ne leur permettant pas de se replier sur l’Afrique du Nord, ces appareils devaient équiper la totalité des unités de chasse conservées en zone libre aux termes des accords franco-allemands. L’Aviation de Vichy conserva donc les GC I/1 (Lyon-Bron), II/1 (Le-Luc-en-Provence), I/8 (Montpellier), II/8 (Marignane), II/9 (Clermont-Ferrand-Aulnat) et III/9 (Salon-de-Provence). Les vols seront limités au strict minimum faute d'essence. Les GC I/1, II/1 et III/9 furent rééquipés avec des Dewoitine D.520 au printemps 1942.

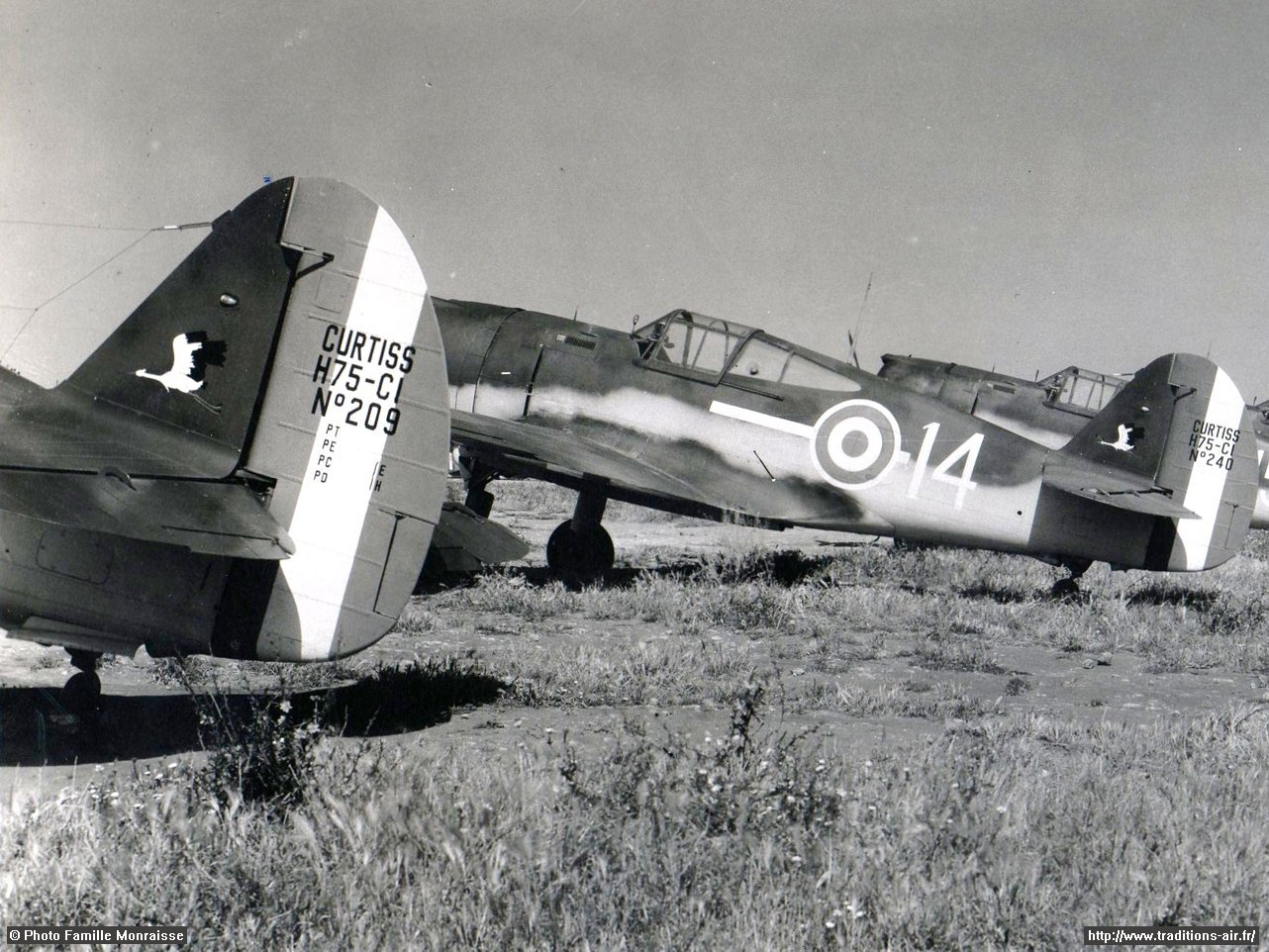
Curtiss H-75 C1 de la SPA 167 du G.C II/5 à Casablanca en 1941.

L'armée d'armistice déplaça en Afrique du Nord 6 groupes de chasse monoplace sur D.520 et Curtiss H-75. Les G.C I/4, G.C I/5 et G.C II/5 furent basés à Meknès et à Saint-Denis-du-Sig. On y recense 186 Curtiss H-75 environ, alors que 45 autres sont restés en métropole. Le GB II/19 gagna Blida avec ses Douglas DB-7. Le GC I/7 stationné à Rayak au Liban, et l’EC 2/595 (9 avions) basée à Bach Maï, Tonkin, utilisaient des Morane-Saulnier MS.406.

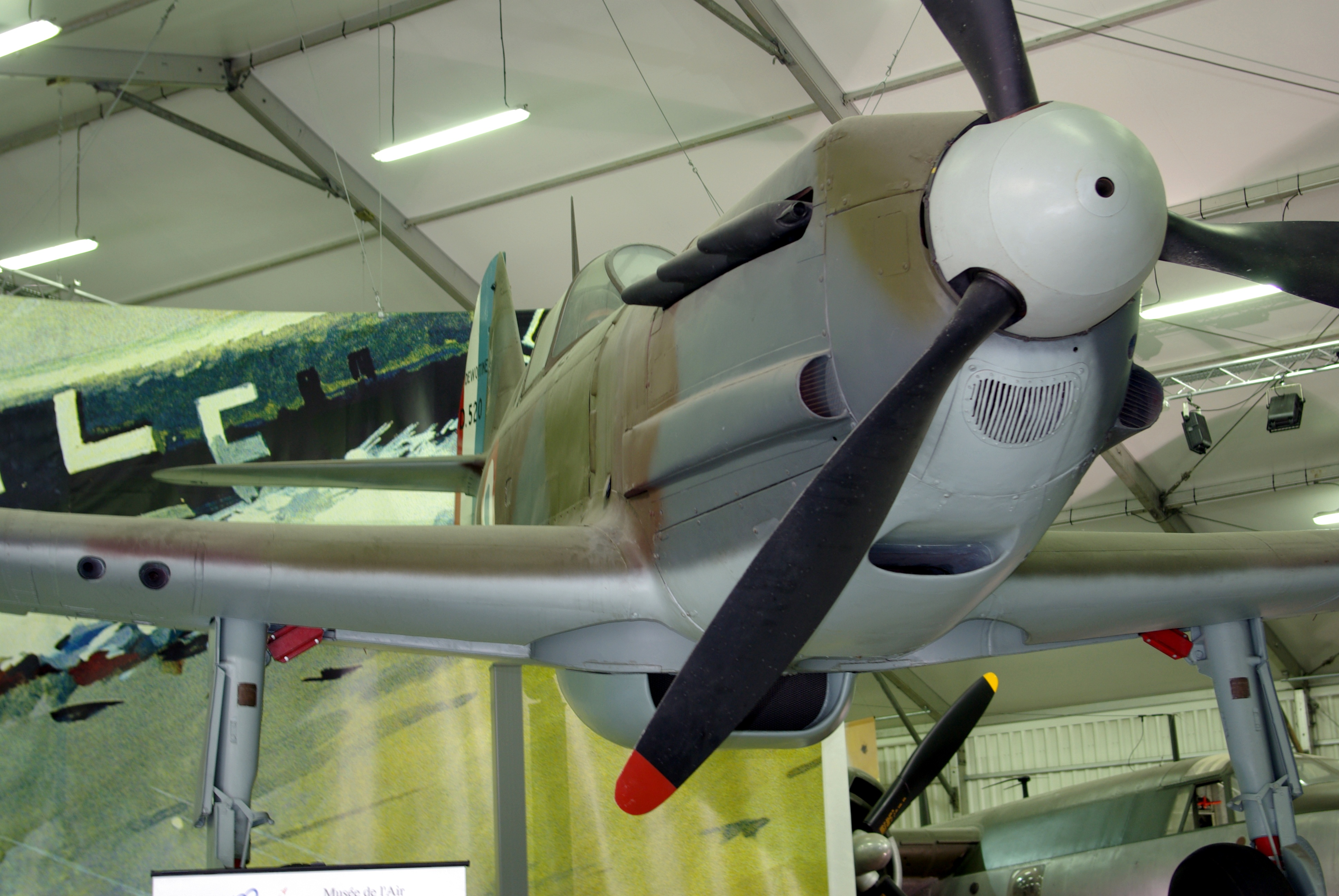
Le Dewoitine D.520 du Musée de l'Air et de l'Espace du Bourget, vu de face en 2010.

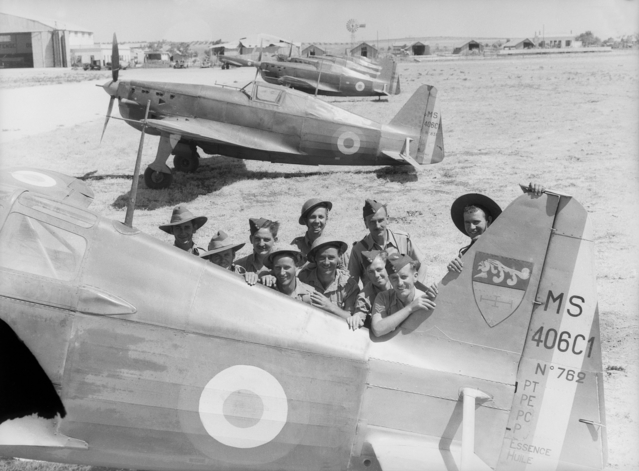
Des Morane-Saulnier MS.406 du GC I/7 capturé par les Britanniques en Syrie.

Le groupe G.C III/6 rejoint Constantine le 24 juin 1940. Les GC II/4, III/2 et III/3 seront dissous à Oran le 25 août 1940, le GC III/4 le même jour à Casablanca, le GC I/9 et III/5 le 1er août 1940 à Bizerte.

### Bataille de Mers el-Kébir
Le G.C II/7 s'installe en Algérie. Officiellement, un total de 850 appareils étaient stationnés en Afrique française du Nord au moment de l’Armistice, parmi lesquels plus de 250 chasseurs, plus de 200 bombardiers et environ 200 appareils de reconnaissance bimoteurs.
La base d'Oran la Sénia accueillera après l'armistice de nombreux rescapés de la Campagne de France dont Le GC I/3 et deviendra un important dépôt, son aviation fut utilisée du 3 juillet au 6 juillet 1940 lors de la destruction de la flotte française à Mers el-Kébir par la Royal Navy. L'attaque fait 1 295 morts du côté français. La plus grande partie de l'escadre marine présente à Mers el-Kébir est hors de combat: le cuirassé Bretagne est détruit, le navire de ligne Dunkerque et le cuirassé Provence gravement endommagés. Le gouvernement d'armistice rompt alors ses relations diplomatiques avec la Grande-Bretagne.
Le 5 juillet 1940, le gouvernement d'armistice autorisa, en réponse, un raid de bombardement de Gibraltar mais peu de dégâts furent alors signalés.

### Bataille de Dakar
Le 23 septembre La Force M anglo-française aux ordres de l'amiral Cunningham arrive au large de Dakar. Elle comprend entre autres trois avisos FNFL français, trois croiseurs lourds, deux cuirassés et le porte-avion HMS Ark Royal, transportant 3.600 Français libres et 4.300 Britanniques. Le général de Gaulle tente en vain de convaincre le gouverneur Boisson de laisser débarquer ses hommes et de rallier la France Libre.
Lors de la bataille de Dakar du 23 au 25 septembre 1940, l’aéronavale est présente sur son hydrobase de Bel-Air :
3 hydravions Latécoère 302 de l’escadrille d'exploration E4 (Capitaine de corvette Durand Couppel de Saint-Front);
3 hydravions Loire 130 de l’escadrille de surveillance 8S3.
L’armée de l’air, basée à Ouakam et à Thiès, dispose quant à elle de :
12 chasseurs Curtiss H-75 et 5 chasseurs Dewoitine D.520 du GC I/5 (2 escadrilles) (commandant Fanneau de la Horie).
3 bombardiers Glenn Martin 167F basés à Thiès.
Dans la nuit du 23 au 24, un ultimatum britannique est adressé aux autorités françaises de Dakar, leur enjoignant de livrer la place au général De Gaulle. Les Britanniques entament alors une opération militaire, mais cette fois, celle-ci échoue du fait de l'aviation française, basée sur le terrain d'aviation de Ouakam, et aussi de celle inopinée, des deux croiseurs et trois contre-torpilleurs de la Force Y,.
Le 24 septembre, l'agence de presse italienne STEFANI déclara : « En représailles au bombardement de Dakar, hier matin, cent vingt avions français basés au Maroc ont attaqué Gibraltar ». Le même jour, l'United Press Agency rapporta: « Le gouvernement français a publié un démenti officiel des rapports, selon lesquels les avions français auraient attaqué Gibraltar. Jusqu'à présent, aucune mesure de représailles n’a été prise ». Mais la dépêche d'AP se terminait sur une note sinistre avec : « Les représailles françaises sont imminentes ».
À nouveau, le même jour, le gouvernement français de Vichy donna des ordres pour le bombardement de la base navale et de la ville de Gibraltar. En conséquence, six escadrons de bombardiers de l'armée de l'air française de Vichy et quatre flottilles de la marine de Vichy furent mis en œuvre dans l'opération. Les 64 bombardiers opérèrent depuis les bases d’Oran, de Tafraoui (en Algérie), de Meknès, de Mediouna, et de Port Lyautey (au Maroc). L’action française fut approuvée à la fois par la commission allemande d'armistice et la commission italienne d'armistice.
Aucun avion britannique ne fut rencontré et les plus gros dommages se situèrent dans la zone sud de la forteresse. Le brise-lames sud et un grand navire dans le port furent gravement endommagés. Dans la partie nord de Gibraltar, les incendies éclatèrent.

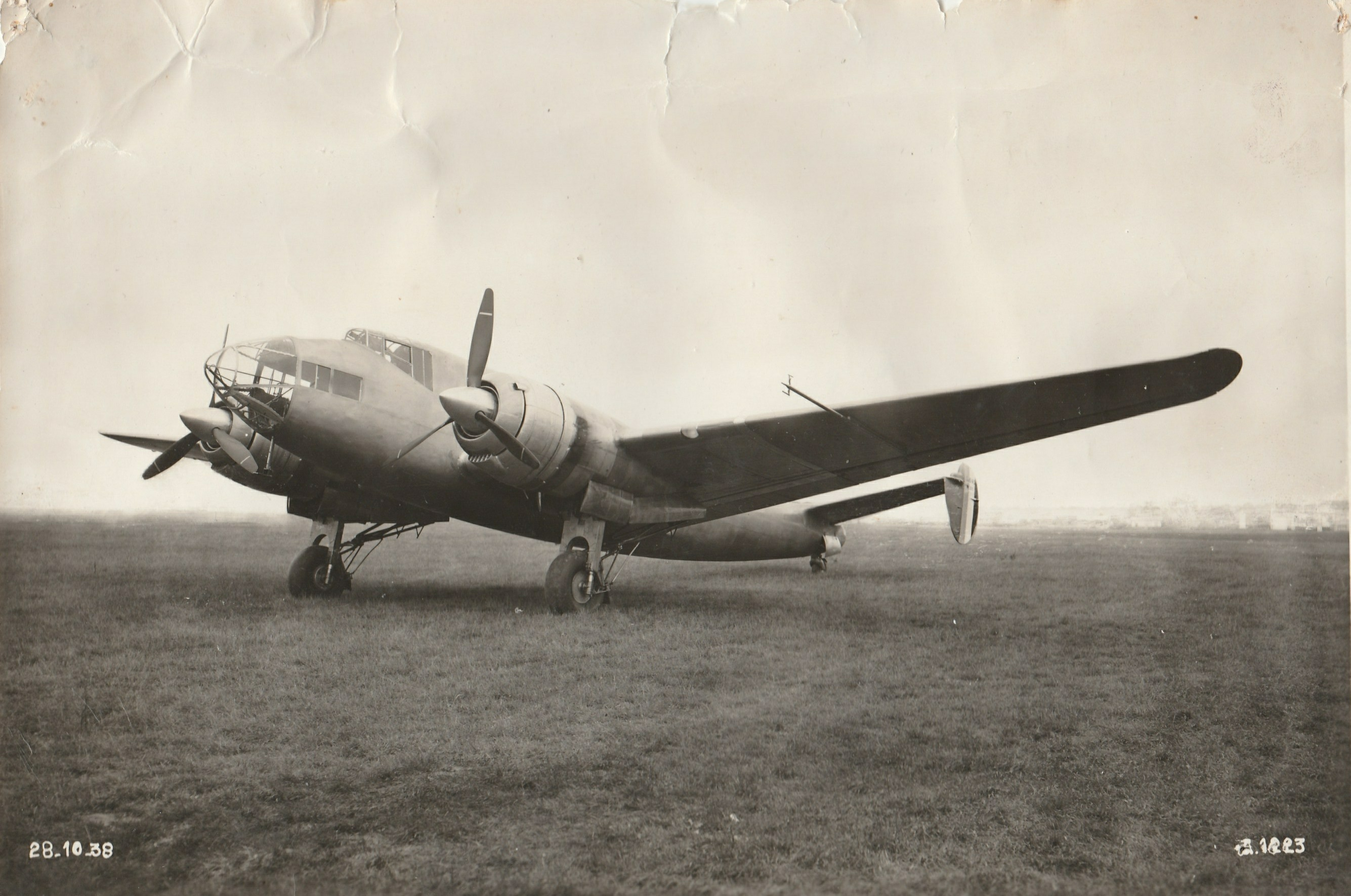
Bombardier Lioré et Olivier LeO 451.

Le 25 septembre, les Français revinrent avec une plus grande force de quatre-vingt-trois bombardiers pour causer des dommages supplémentaires aux installations de la base et du port militaire. Encore une fois, les avions de la Royal Air Force britannique ne firent aucune apparition. Toutefois, les équipages français rapportèrent avoir essuyé des tirs anti-aériens. Un bombardier LéO 451 fut perdu et 13 autres aéronefs furent légèrement endommagés pendant les deux jours de bombardements. Le chalutier armé britannique HMT Stella Sirius fut coulé par des bombes.
L'attaque du 25 septembre se révélera être le dernier assaut aérien lancé contre Gibraltar par les forces de Vichy.

### Guerre franco-thaïlandaise

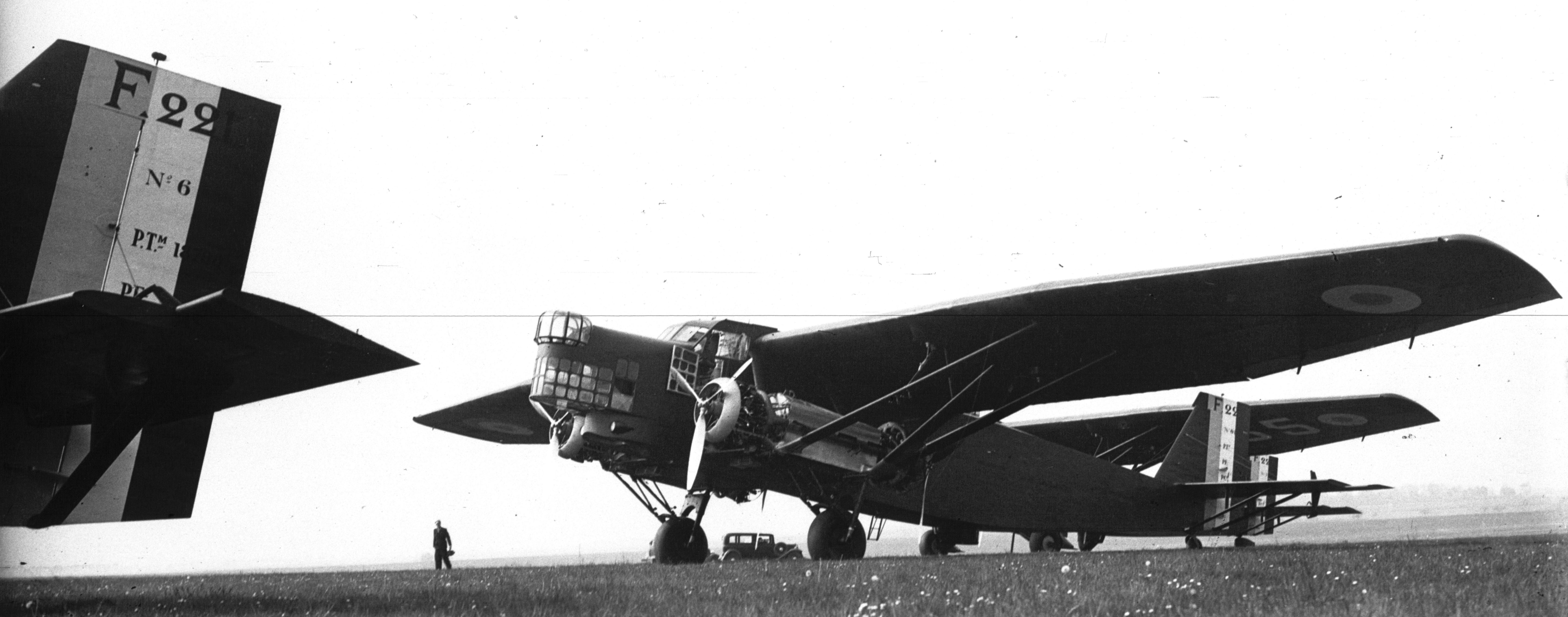
Bombardier Farman 221.

La force aérienne française en Indochine est engagée en octobre 1940 contre l'armée thaïlandaise durant la guerre franco-thaïlandaise. Elle se compose d'une centaine d'avions, dont environ soixante pouvant être envoyés en première ligne : 30 Potez 25, quatre Farman 221, six Potez 542, neuf Morane-Saulnier M.S.406 et huit Loire 130. Environ 30 % des avions français avaient été rendus inutilisables vers la fin de la guerre (mai 1941), une partie en raison de dommages mineurs, non réparés par la suite, occasionnés lors des raids aériens. L'armée de l'air de Vichy admit la perte d'un Farman F221 et deux Morane-Saulnier MS.406 détruits au sol.

### Campagne de Syrie

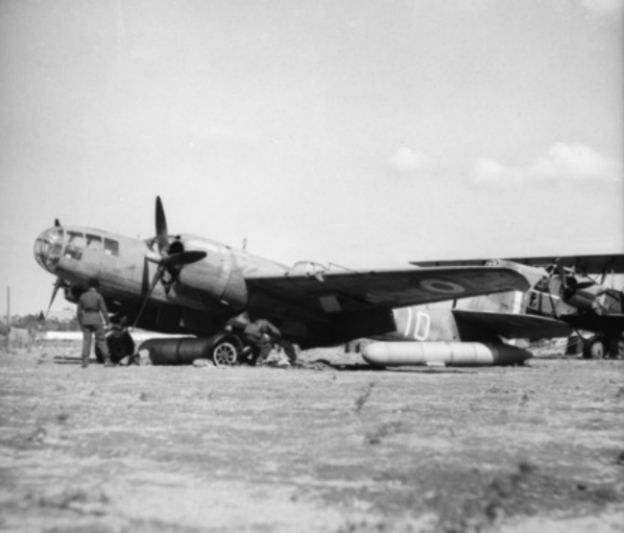
Un Glenn Martin 167F Vichyste capturé à Alep en 1941.

Le 24 mai 1941, le groupe GC III/6 (26 Dewoitine et 6 avions de transport) fait route vers la Syrie et menacée d’invasion par les 34 400 combattants du général anglais Wilson (surtout des Australiens, appuyés de 5 000 Français libres). Les Britanniques lancent l’offensive le 8 juin. Le G.C. III/6 opère d'abord à partir de Rayak (Liban) puis, du 27 juin au 8 juillet, à partir d'Alep-Nerab (Syrie).
Entre juin et juillet 1941, afin de contrôler l’accès aux réserves de pétrole du Moyen-Orient, les Britanniques - aux côtés des Forces Françaises Libres de Gaulle -  attaqueront les troupes de Vichy en Syrie demeurées fidèles à ce qui leur semblaient le seul gouvernement national légitime. Ces évènements conduiront des Français à tirer sur des Français dans une lutte fratricide Les pertes furent lourdes, 4500 morts de part et d’autre.
les Dewoitine du G.C II et de l'Aéronavale (Escadrille 1.A.C) participèrent également à la campagne de Syrie.
Les combats cessent le 12 juillet à 0 h 1. Le G.C. III/6 gagne Athènes pour y renouveler le matériel. L'armistice de Saint-Jean-d'Acre est signé entre le général Henry Maitland Wilson représentant les Alliés et le général Joseph de Verdilhac représentant Vichy le 14 juillet 1941, à Saint-Jean-d'Acre en Palestine mandataire. Les vichystes enregistrent des pertes de plus de 3 300 soldats, parmi eux 56 étaient membres de l'aviation (7 officiers et 13 officiers disparus, ainsi que 23 sous-officiers et 13 disparus). Le 15 juillet, le groupe G.C III/6 rejoint Alger. Il compte au terme de cette éprouvante campagne cinq pilotes tués, trois faits prisonniers, 23 victoires, dont 19 homologuées.

### Bataille de Madagascar
L'invasion britannique de la colonie française de Madagascar, alors sous l'autorité du gouvernement de Vichy fut décidée sans avertir la France libre du général de Gaulle. Craignant que l’Inde ne se retrouve isolée, les forces britanniques mènent, le 5 mai 1942, l’opération Ironclad, appelée également bataille de Madagascar ou bataille de Diego-Suarez.
L'aviation vichyste présente est détruite, en majorité sur le terrain d'aviation, soit : 
- 17 ou 18 chasseurs Morane-Saulnier MS.406 de l'escadrille 565, dont 11 étaient réellement disponibles,
- 6 bombardiers Potez 63.11,
- quelques Potez 25TOE et Potez 29 affectés aux évacuation sanitaires.

Le 8 novembre 1942, le gouverneur général Armand Annet capitula près d'Ihosy, dans le sud de l'île. Sur les 1 200 Français faits prisonniers, 900 se rallient à la France libre.

### Défense de l'Afrique du Nord

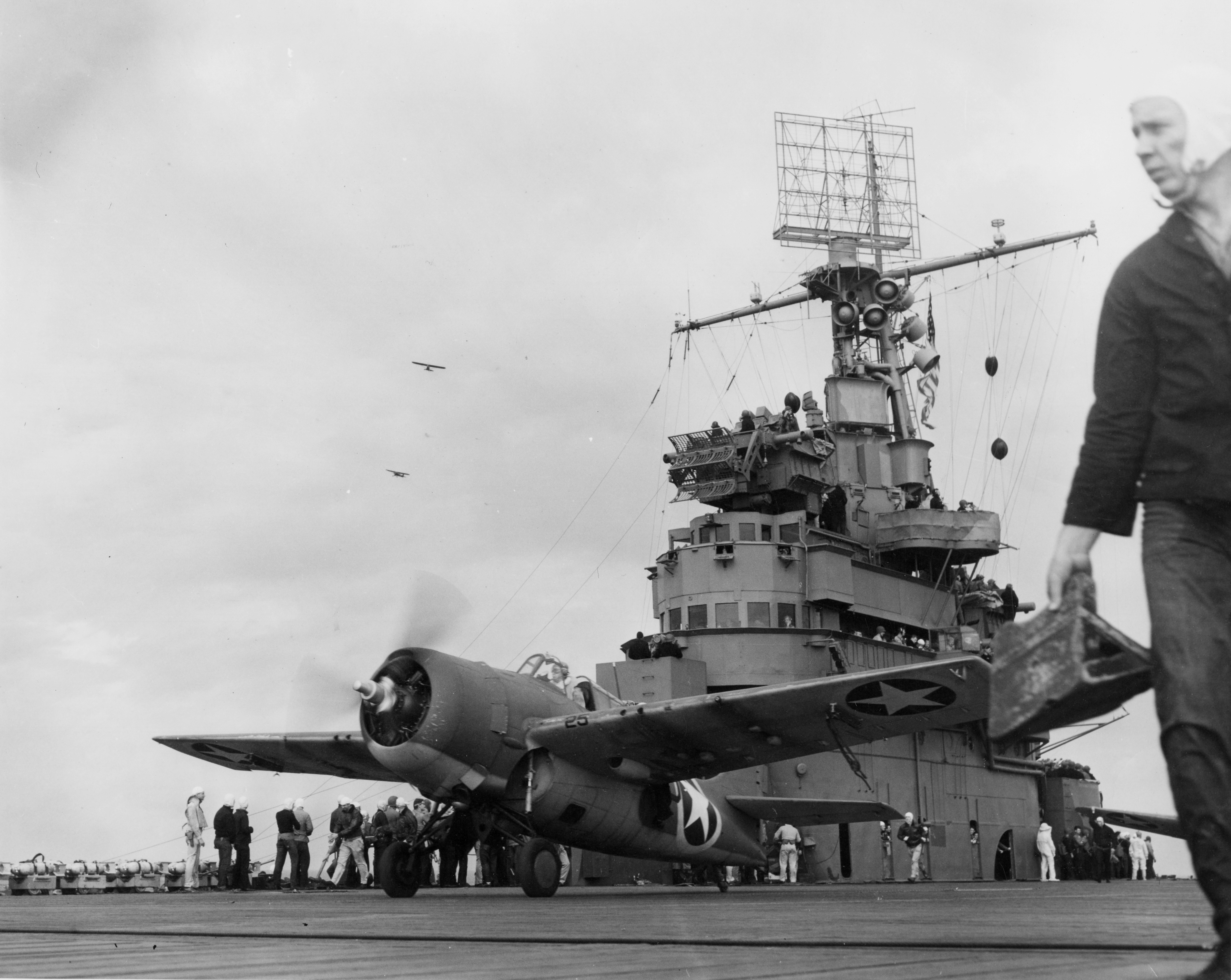
Un F4F-4 Wildcat décolle du USS Ranger le 8 novembre 1942 au large du Maroc.

Le 6 novembre 1942, un Bloch MB.175 du Groupe de Reconnaissance GR II/52 de l'Armée de l'Air de Vichy, basé à Oran, découvre la force "H" à l'ouest de Gibraltar et se fait abattre par deux Martlet 2 du porte-avions HMS Formidable.

C'était le prélude au débarquement anglo-américain au Maghreb (« opération Torch »).
Les unités de chasse françaises alignaient environ 75 Dewoitine D520 en Algérie, 46 Curtiss H-75 et 43 D520 au Maroc.

#### Débarquement au Maroc
Le 8 novembre 1942, les 27 Dewoitine D520 de la Flottille 1.F de l'Aéronavale de Port-Lyautey combattirent l'United States Navy. 
Les Curtiss H.75 Hawk de l'armée de l'air française s'opposèrent aux F4F Wildcat du porte-avions USS Ranger de l'US Navy, remportant 7 victoires au prix de 15 pertes. 

#### Débarquement à Oran
À Oran, les Sea Hurricane des porte-avions HMS Biter et HMS Dasher de la force O abattent plusieurs Dewoitine D.520 français. Plusieurs Fairey Albacore anglais et 12 C-47 américains sont abattus mais n’empêche pas la destruction de l'aviation au sol. Le G.C. III/3, basé à Tafraoui, abattit 9 avions de l'US Navy pour la perte de 7 des siens

#### Débarquement à Alger
La base aérienne de Maison-Blanche, la plus importante d'Algérie, fut occupée sans résistance, à 7 h 30, par le 39e d'infanterie des États-Unis. Sur cette base les Dewoitine D.520 des G.C II/3 et III/6, ainsi que les Potez 63.11 de l'Escadron 4 BR étaient prêts à décoller depuis quelque temps déjà, mais en avaient été empêchés par un épais brouillard. Joint à la neutralisation de l'aérodrome de Blida couvert par le Squadron 882 avec ses Martlet du porte-avions HMS Victorious, l'attaque priva les forces vichystes de toute possibilité d'intervention aérienne contre les Alliés.

#### Cessez-le-feu
Le cessez-le-feu fut déclaré en fin de journée en Algérie et au Maroc. En décembre 1942 l’Afrique-Occidentale française a rallié la France Libre.
138 officiers de l'ancienne Armée de l'Air de Vichy sont arrêtés par les Allemands entre janvier 1943 et septembre 1944 pour faits de Résistance. Certains sont déportés et d'autres ont été fusillés en France ou en Allemagne.

## Commandants de l'armée de l'air
- Général de corps aérien Robert Odic 10 septembre 1940 - 23 septembre 1940
- Général de brigade aérienne  Jean Romatet : 23 septembre 1940 – 21 décembre 1942

## Moyens au 8 novembre 1942
Le 8 novembre 1942, au déclenchement de l'opération Torch, ses moyens sont les suivants :
- Effectifs armée de l'air et aéronavale : 78 500 hommes ;
- Total de moins de 1 000 avions.

En Métropole, les 2/3 des moyens suivant sont disposées entre la Vallée du Rhône et la Provence :
- 150 batteries de canons antiaériens ;
- 300 chasseurs dont 190 en ligne 110 en réserve en réparties en 7 groupes de chasses. six équipés de Dewoitine D.520 et un de chasse de nuit équipé de Potez 631 ;
- 80 bombardiers moyens LeO 451 ;
- 40 avions de reconnaissance ;
- 30 hydravions.

## Aéronefs en service
- Amiot 143 (bombardier moyen bimoteur)
- Amiot 351 (bombardier moyen bimoteur)
- Bloch MB.131 (Bombardement et reconnaissance)
- Bloch MB.150 à MB.157 (614 MB.151 et MB.152 livrés à l'armée de l'air avant l'armistice, équipant la totalité des unités de chasse conservées en zone non-occupée aux termes des accords franco-allemands. L’Aviation conserva donc les GC I/1 (Lyon-Bron), II/1 (Le-Luc-en-Provence), I/8 (Montpellier), II/8 (Marignane), II/9 (Clermont-Ferrand-Aulnat) et III/9 (Salon-de-Provence). En 1942, 173 MB.152 et MB.155 furent saisis par la Luftwaffe.
- Bloch MB.170 à MB.178 (Les conventions d’armistice limitèrent à trois groupes stationnés en Afrique du Nord le nombre d’unités de Bloch, partiellement produits par Bordeaux-Aéronautique.)
- Bloch MB.200 (bombardier moyen bimoteur de nuit)
- Breguet Bre.270 A.2 (reconnaissance)
- Breguet Bre.521 Bizerte (hydravion de reconnaissance)
- Breguet Br.693 (vols d'entraînement. Après l'occupation de la zone libre par les Allemands en 1942, ceux-ci sont transférés à l'armée italienne).
- CAMS 37E (hydravion de reconnaissance)
- Caudron C.445 Goéland (transport)
- Caudron-Renault CR.714 Cyclone (fighter)
- Curtiss H.75 Hawk (416 unités livrées, opérèrent en Afrique du Nord).
- Dewoitine D.520 (550 exemplaires, opérèrent au Levant et en Afrique du Nord).
- de Havilland DH.82 Tiger Moth (entrainement)
- Douglas DB-7 B.3 (bombardier moyen bimoteur)
- Farman F.222 (bombardier lourd quadrimoteur de nuit)
- Farman NC.223 (bombardier/transport)
- Latécoère 298 (hydravion-torpilleur)
- Latécoère 611 (hydravion de patrouille)
- Lioré et Olivier LeO H-257bis & 258 (bombardier)
- Lioré et Olivier LeO 451 (utilisés lors de la campagne de Syrie, ces bombardiers effectuèrent au total 855 sorties).
- Lioré et Olivier LeO H-47 (bombardier hydravion)
- Loire 130 (hydravion de reconnaissance)
- Loire-Nieuport LN.401 & 411 (bombardier en piqué)
- Martin 167F (bombardier moyen)
- Morane-Saulnier MS.230 (entrainement)
- Morane-Saulnier M.S.406 (6 groupes de chasse monoplace).
- North American NA-57 (entrainement)
- North American NA-64 (entrainement/reconnaissance)
- Potez 25 A-2/TOE (reconnaissance)
- Potez 452 (hydravion de reconnaissance)
- Potez 630 (utilisés principalement en tant qu'avions de liaison ou d'entraînement).
- Potez 650 (transport)
- Potez-CAMS 141 (hydravion de reconnaissance)